# Uruguayische Fußballnationalmannschaft (U-17-Juniorinnen)
Die uruguayische U-17-Fußballnationalmannschaft der Frauen repräsentiert Uruguay im internationalen Frauenfußball. Die Nationalmannschaft untersteht der Asociación Uruguaya de Fútbol und wird seit August 2020 von Daniel Pérez trainiert. Seit Pérez im Juli 2022 die Verantwortung für die uruguayischen U-20-Frauen übernommen hat, ist seine Zukunft bei der U-17 derzeit noch unklar.
Die Mannschaft tritt bei der U-17-Südamerikameisterschaft und der U-17-Weltmeisterschaft für Uruguay an. Bislang konnte sich das Team zweimal für eine WM-Endrunde qualifizieren (zuletzt 2018), kam jedoch nie über die Gruppenphase hinaus und holte erst 2018 beim 1:1 gegen Finnland seinen ersten Punkt. Bei der Südamerikameisterschaft erreichte die uruguayische U-17-Auswahl mit dem zweiten Platz 2012 ihr bisher bestes Ergebnis.

## Turnierbilanz

### Weltmeisterschaft
| Jahr   | Gastgeber           | Platzierung        |
| ------ | ------------------- | ------------------ |
| 2008   | Neuseeland          | nicht qualifiziert |
| 2010   | Trinidad und Tobago | nicht qualifiziert |
| 2012   | Aserbaidschan       | Gruppenphase       |
| 2014   | Costa Rica          | nicht qualifiziert |
| 2016   | Jordanien           | nicht qualifiziert |
| 2018   | Uruguay             | Gruppenphase       |
| 2021 1 | Indien 1            | – 1                |
| 2022   | Indien              | nicht qualifiziert |

### Südamerikameisterschaft
| Jahr   | Gastgeber   | Platzierung  |
| ------ | ----------- | ------------ |
| 2008   | Chile       | Gruppenphase |
| 2010   | Brasilien   | Gruppenphase |
| 2012   | Bolivien    | 2. Platz     |
| 2013   | Paraguay    | Gruppenphase |
| 2016   | Venezuela   | Gruppenphase |
| 2018   | Argentinien | 3. Platz     |
| 2020 2 | Uruguay 2   | – 2          |
| 2022   | Uruguay     | Gruppenphase |